# Наурузово (Учалинський район)
Науру́зово (рос. Наурузово, башк. Наурыҙ) — село у складі Учалинського району Башкортостану, Росія.
Населення — 410 осіб (2010; 443 в 2002).
Національний склад:
- башкири — 100%